# Filippo Tamagnini
Filippo Tamagnini (sinh ngày 30 tháng 1 năm 1972) là một chính khách người San Marino hiện đang là Đại chấp chính San Marino (người đứng đầu chính phủ của San Marino) cùng với Gaetano Troina kể từ ngày 1 tháng 10 năm 2023. Trước đó, ông đã từng nắm giữ cương vị này cùng với Maria Luisa Berti kể từ ngày 1 tháng 4 đến ngày 1 tháng 10 năm 2011.

## Tiểu sử
Tamagnini kết hôn với Tania Ercolani và có ba người con, hiện đang sinh sống ở Falciano. Ông tốt nghiệp chuyên ngành khảo sát tại học viện kỹ thuật "Belluzzi" ở Rimini và sau đó tốt nghiệp ngành kỹ thuật xây dựng tại Đại học Bologna. Trước tiên, ông là một nhân viên của một công ty kỹ thuật tư nhân, sau đó vào năm 2000, ông gia nhập văn phòng quy hoạch, sở đất đai với tư cách là chuyên gia đặc biệt trong lĩnh vực cải tạo đường bộ và địa chất thủy văn.
Vào năm 2000, Tamagnini gia nhập Đảng Dân chủ Kitô giáo San Marino và trở thành thành viên của Hội đồng Castello di Serravalle từ năm 2003 đến năm 2008. Trong giai đoạn 2008–2011, ông giữ chức vụ Đội trưởng. Năm 2008, ông được bầu vào Đại hội đồng lớn, nơi ông là thành viên của Ủy ban Y tế và Lãnh thổ của Ủy ban Thường trực về Các vấn đề Tư pháp và Văn phòng Ban Thư ký.